# 乳腺導管原位癌
乳腺导管原位癌（Ductal carcinoma in situ，簡稱DCIS） ，也称为乳腺管原位癌或乳管內原位癌，是發生在乳房的癌前（pre-cancerous）病變或非侵袭性癌症。DCIS在乳癌階段中歸類为階段0。乳腺导管原位癌很少會有症状，也沒有可感覺到的腫塊，通常是通过钼靶檢查出來的。
若罹患乳腺導管原位癌，表示乳房中一个或多个乳腺管內有發現异常细胞。In situ“原位”意味着异常细胞還没有侵犯乳腺管之外的其他乳房周边组织（而pre-cancerous“癌前”是指此病症沒有演變成侵袭性癌症）。某些情形下，乳腺導管原位癌可能會侵入並擴散到其他組織，但是無法確定哪些病變無需治療就能保持穩定，哪些病變會成為侵袭性癌症。乳腺導管原位癌涵蓋疾病範圍很廣泛，從不危及生命的低級別病變（低惡性程度）到高級別（即潛在高度侵襲性，高度惡性）的病變。
乳腺導管原位癌會根据细胞的结构模式（实心、筛状、乳头状和微乳头状）、腫瘤分級、以及是否存在毛刺組織來進行分類。可以通過钼靶檢查來檢查是否有小斑点的钙（稱為微钙化）來檢查是否有乳腺導管原位癌。不過在沒有乳腺導管原位癌的情形，也可能會出現可疑的微鈣化組織，所以會需要活檢來幫助診斷。
乳腺導管原位癌若沒有接受治療，約有20-30%會發展成乳腺癌，这是在女性中最常见早期癌症類型。在統計上，對於乳腺導管原位癌是否要算作癌症有一些分歧：有的乳腺癌統計時會包括乳腺導管原位癌，有些則沒有。

## 詞彙
乳腺導管原位癌（DCIS）字面上的意思是「類似癌症」（cancerous）的上皮細胞，仍維持在乳腺管小葉內的正常位置（原位）。臨床上認為這是癌前病變，因為以生物學的角度，異常的細胞尚未穿過基底膜侵入周圍組織。若在乳房的不同象限中有多個病變部份（稱為DCIS的“病灶”）時，即稱為“多中心”疾病。
在統計上，有些人認為DCIS是“癌症”，而另一些則不是。當其歸類為癌症時，會稱為非侵入性（non-invasive）或侵入前（pre-invasive）的癌症。美国国家癌症研究所將其描述為“非侵入性癌症”（noninvasive condition）。

## 症状及體徵

在整個乳房解剖背景下的DCIS繪圖

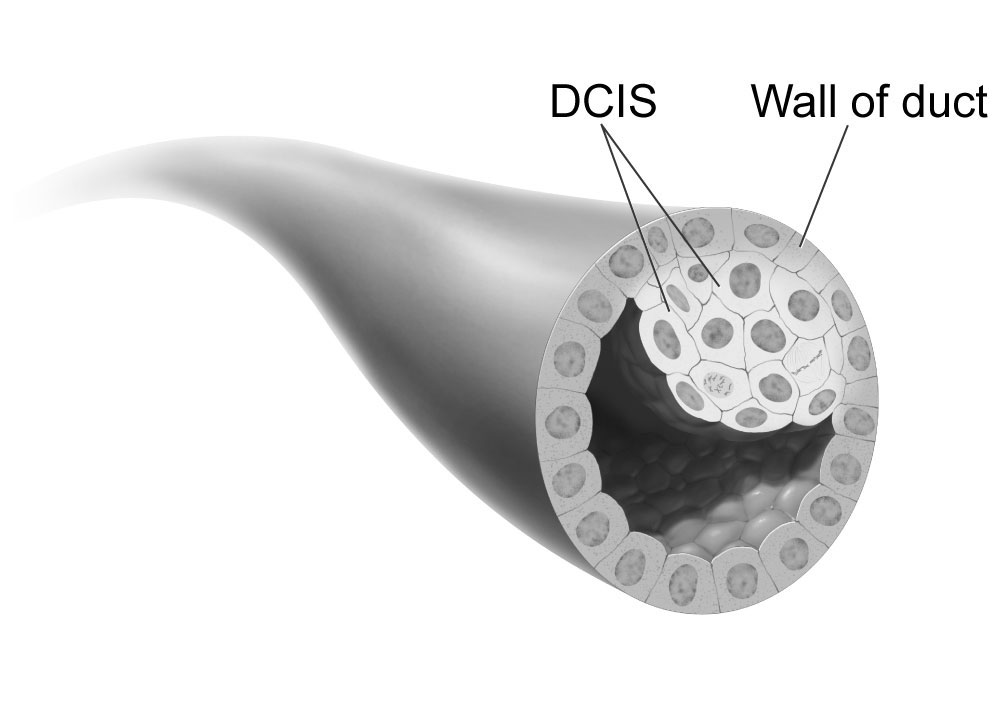
如圖，DCIS發生在乳腺管內。

大多數罹患DCIS的婦女沒有任何症狀。大多數病例（80-85%）是在通過乳房篩查發現。如果癌症不斷發展，可能會出現第一個徵兆和症狀。由於缺乏早期症狀，所以钼靶檢查時最常檢測到DCIS。
在一些情況下，DCIS可能導致：
- 乳房內或乳房附近或腋下的腫塊或增厚
- 乳房大小或形狀的變化
- 乳頭分泌物或乳頭觸痛；乳頭也可能內翻（英语：Inverted nipple），或牽拉至凹陷
- 乳房的皮膚的隆起或凹陷；皮膚可能會有類似橘子的紋路
- 乳房、乳暈或乳頭皮膚外觀或感覺的變化[15]，如腫脹、發紅或灼熱[16]。

## 病因
DCIS的具體原因還不得而知。不過這種疾病的危險因子與侵入性乳腺癌相似。

有些女性比其他女性更容易罹患DCIS。例如有乳腺癌家族史，較早開始月經或是較晚絕經的女性 比較容易罹患DCIS。另外，從未生過孩子或晚年生育的女性也更有可能罹患DCIS。
若在絕經後使用雌激素-孕激素的激素替代療法（HRT）超過五年以上，有遺傳突變（BRCA1或BRCA2基因），非典型增生，或是輻射暴露或暴露於某些化學物質也可能有增加罹患的風險。發展為非侵入性癌症的風險隨著年齡增長而增加，並且在45歲以上的女性中更高。

## 診斷
美國有80％的病例是通過乳房X光檢查篩查出來的。

### BI-RADS分級系統
BI-RADS的全名是是乳腺成像報告和數據系統（英語：Breast Imaging-Reporting and Data System）的縮寫，乳腺成像報告和數據系統是最初設計用於乳腺攝影的質量保證工具。 該系統是許多健康團體的協作努力，但由美國放射學會（ACR）出版併註冊。
該系統旨在標準化報告，並由醫療專業人員用來傳達患者發展乳腺癌的風險。 該文件側重於醫療專業人員使用的患者報告，而不是提供給患者的“診斷報告”。
| BI-RADS 0 | 無法診斷     | 需要進一步檢查                                                                  |
| BI-RADS 1 | 完全正常     | 40歲以上注意隨訪                                                                |
| BI-RADS 2 | 正常（良性） | 40歲以上注意隨訪                                                                |
| BI-RADS 3 | 良性可能     | 建議短期追蹤，0%＜恶性可能≤2%                                                   |
| BI-RADS 4 | 惡性可能     | 應考慮做切片檢查 4A-2%＜恶性可能≤10% 4B-10%＜恶性可能≤50% 4C-50%＜恶性可能＜95% |
| BI-RADS 5 | 高度惡性可能 | 必須積極治療，恶性可能≥95%                                                      |
| BI-RADS 6 | 惡性(確定)   | 已由其它檢查（如：病理切片）確定爲惡性                                          |

## 治療
關於DCIS的最佳治療，各方有不同的意見。 美国国家癌症研究所推薦外科手術切除，輔以放療或他莫昔芬治療DCIS。手術可以是保留完整乳房的手術，或是乳房切除術（全部或部分切除受影響的乳房）。如果使用乳房腫瘤切除術，通常會聯合放射治療。如果細胞顯示雌激素受體陽性，可以用他莫昔芬進行激素治療。DCIS不需要化療，因為這種疾病是非侵襲性的。
手術雖降低了繼發癌症的風險，但是許多人在未治療的情形下也不會發生癌症，也並且沒有伴隨的副作用。目前還沒有有關手術後和觀察等待結果的比較資訊，某些情況下，觀察等待有可能也是合理的處理方式。

### 放射治療
若在乳房腫瘤切除術進行放射治療，其生存率可以提高到和乳房切除術相當的程度，不過同一側乳房以進一步的DCIS或侵入性乳腺癌的形式復發的風險略高。系統綜述（包括Cochrane文獻回顧）表明，與只進行乳房保留手術相比，在乳房腫瘤切除術中增加放療，可以減少了DCIS復發或之後發生侵入性乳腺癌的機率，而不影響死亡率。Cochrane評價沒有發現放射治療有長期毒性作用的證據。作者也提醒說，在長期毒性作用有明確結論之前，需要對患者有更長時間的隨訪，而且指出，持續的技術改進應該會進一步限制健康組織的輻射照射。他們建議對接受這種治療的婦女告知全面的潛在副作用信息。他們建議對接受治療的婦女給予全面性的潛在副作用信息。乳房腫瘤切除術加上放射治療似乎可將局部復發的風險降低到約12%，其中半數是DCIS，一半是侵入性乳腺癌；接受乳房切除術的女性復發風險為1%。

### 乳房切除術
沒有證據表明乳房切除術在死亡率上优于保留乳房的乳房腫塊切除術。不過乳房切除術可能可以降低在同一部位出現的DCIS或侵入性癌症的發生率。
若是在局部切除後，邊緣仍持續有微觀癌細胞侵入的情形，或者診斷為DCIS，而且可能有瀰漫性微鈣化的患者，多半還是會建議進行乳房切除術。一些研究機構在DCIS乳房切除術後復發性浸潤癌高發生率的情況下，已經認可了常規的前哨淋巴结活檢（SNB）。也有些研究者認為只有特定的病患才需要前哨淋巴结活檢。 大多數人同意，對於高危DCIS的組織學診斷（成像可觸及腫塊或較大的III級），以及對DCIS進行核心或切除活檢診斷後進行乳房切除術的患者，應予以考慮進行SNB。

## 預後
由於DCIS通常很早發現，而且有進行治療或管理，所以很難說如果不治療會發生什麼情況。確診患有此病並且接受治療的女性病患，在10年內死亡的機率為2%。生物標誌物可以確定在確診DCIS的婦女中，之後罹患浸潤性癌症的風險高低。

## 流行病學
DCIS經常被乳房X線攝影檢測到，但很少能被感覺到。 隨著乳腺X線篩查技術的不斷使用，非侵入性癌症的診斷更為頻繁，目前佔所有乳腺癌的15％至20％。

由於引入了篩查乳房X線照相術，在美國1983至2003年期間，DCIS病例增加了5倍。 2009年大約有62,000例被診斷出來。